# CO Большого Пса
CO Большого Пса (лат. CO Canis Majoris), HD 55934 — одиночная переменная звезда в созвездии Большого Пса на расстоянии приблизительно 2711 световых лет (около 831 парсека) от Солнца. Видимая звёздная величина звезды — от +8,7m до +7,8m.

## Характеристики
CO Большого Пса — красная пульсирующая полуправильная переменная звезда типа SRB (SRB) спектрального класса M3e.